# Ženik
Ženik este o localitate din comuna Sveti Jurij ob Ščavnici, Slovenia, cu o populație de 99 de locuitori.